# Jean Hermil
 (août 2022).
Jean Hermil est un évêque catholique français, né le 24 septembre 1917 à Charolles dans le département de Saône-et-Loire, et mort à Cannes le 10 mars 2006.

## Biographie

### Prêtre
En 1927, Jean Hermil entre au  séminaire de Rimont. Il fait ses études de philosophie au grand séminaire d’Autun, avant de rejoindre le séminaire universitaire de Lyon[réf. nécessaire].
Il est ordonné prêtre le 5 juillet 1942.
Il est d’abord vicaire à la paroisse Saint-Vincent de Mâcon et est nommé aumônier diocésain de la Jeunesse rurale catholique en 1943.
En 1954, il prend la responsabilité des œuvres rurales et de l’aumônerie de l’Action catholique générale féminine et il travaille avec le mouvement familial rural[réf. nécessaire].
En 1956, il est nommé curé de la paroisse Saint-Vincent de Mâcon[réf. nécessaire].
Le 20 mai 1963, Jean Hermil est nommé par le pape Jean XXIII, évêque auxiliaire d’Autun et évêque titulaire de Marida (en). Il est ordonné le 7 juillet 1963 par Lucien-Sidroine Lebrun, en l’église Saint-Pierre de Mâcon.

### Le concileVaticanII
Le 6 décembre 1965, avant-veille de la clôture du concile Vatican II, le pape Paul VI lui offre, comme à tous les Pères conciliaires, un anneau d'or simple et dépouillé, en signe de Communion entre l'évêque de Rome et tous les évêques du Monde.

### Évêque
Le 14 décembre 1965, six jours après la fin du concile Vatican II, Jean Hermil est nommé évêque du diocèse de Viviers par le pape Paul VI.
Il est installé à Viviers, le 30 janvier 1966, et succède à Alfred Couderc.
Le 10 mai 1970, Jean Hermil participe à Rome à la canonisation de l’ardéchoise Thérèse Couderc par le pape Paul VI[réf. nécessaire].
En 1977-1978, il administre aussi le diocèse de Valence, dans le département voisin de la Drôme[réf. nécessaire].
Il accompagne et soutient la Famille missionnaire de Notre-Dame, communauté implantée en Ardèche[réf. nécessaire].
Le palais épiscopal était beaucoup trop grand, mal entretenu et très coûteux. La mairie était trop à l’étroit dans son bâtiment, l'hôtel de Roqueplane. Après de multiples consultations, en particulier de la Commission diocésaine des affaires économiques, la décision est prise par Jean Hermil de procéder à un échange avec la mairie[réf. nécessaire]. Ainsi, le 30 août 1986, l'hôtel de Roqueplane devient le siège de l’évêché, et le palais épiscopal devient le siège de la mairie. Le maire de Viviers s’installe non pas dans le bureau de l’évêque, au rez-de-chaussée non rénové, mais dans celui du chancelier, au premier étage, et l’évêque ne s’installe pas dans le petit bureau du maire, mais dans la salle des mariages, et ajoute une chapelle à son nouveau « palais », en 1988.
Il fait partie[Quand ?] de la commission épiscopale des migrations,.

### Démission et décès
Le 15 octobre 1992, il donne sa démission au pape Jean-Paul II pour raison d'âge. Jean Hermil devient alors évêque émérite de Viviers.
Il est meurt à Cannes, le 10 mars 2006, et inhumé dans la cathédrale de Viviers, le 16 mars. L'homélie de ses funérailles a été prononcée par Hervé Giraud, évêque auxiliaire de Lyon, qu'il avait ordonné prêtre de Viviers en 1985.

## Blason et devise

### Blason
Ecartelé : au premier d'azur à l'étoile d'or placée en chef à dextre, au deuxième d'or au lion de gueules lampassé d'or, au chef bandé d'or et d'azur de six pièces et bordé de gueules, au troisième de gueules au lion à tête contournée d'or, armé et lampassé de sable, au chef d'azur chargé d'une fleur de lys d'or, au quatrième de gueules à trois annelets d'argent.[réf. nécessaire].

### Devise
Jean Hermil a fait graver sa devise « Et nous avons cru à l’amour » (« Et credidimus caritati »), d'après un verset de l'apôtre Jean (1 Jean 4:16), sur le linteau de la chapelle qu'il a voulue et créée en 1988.

## Galerie

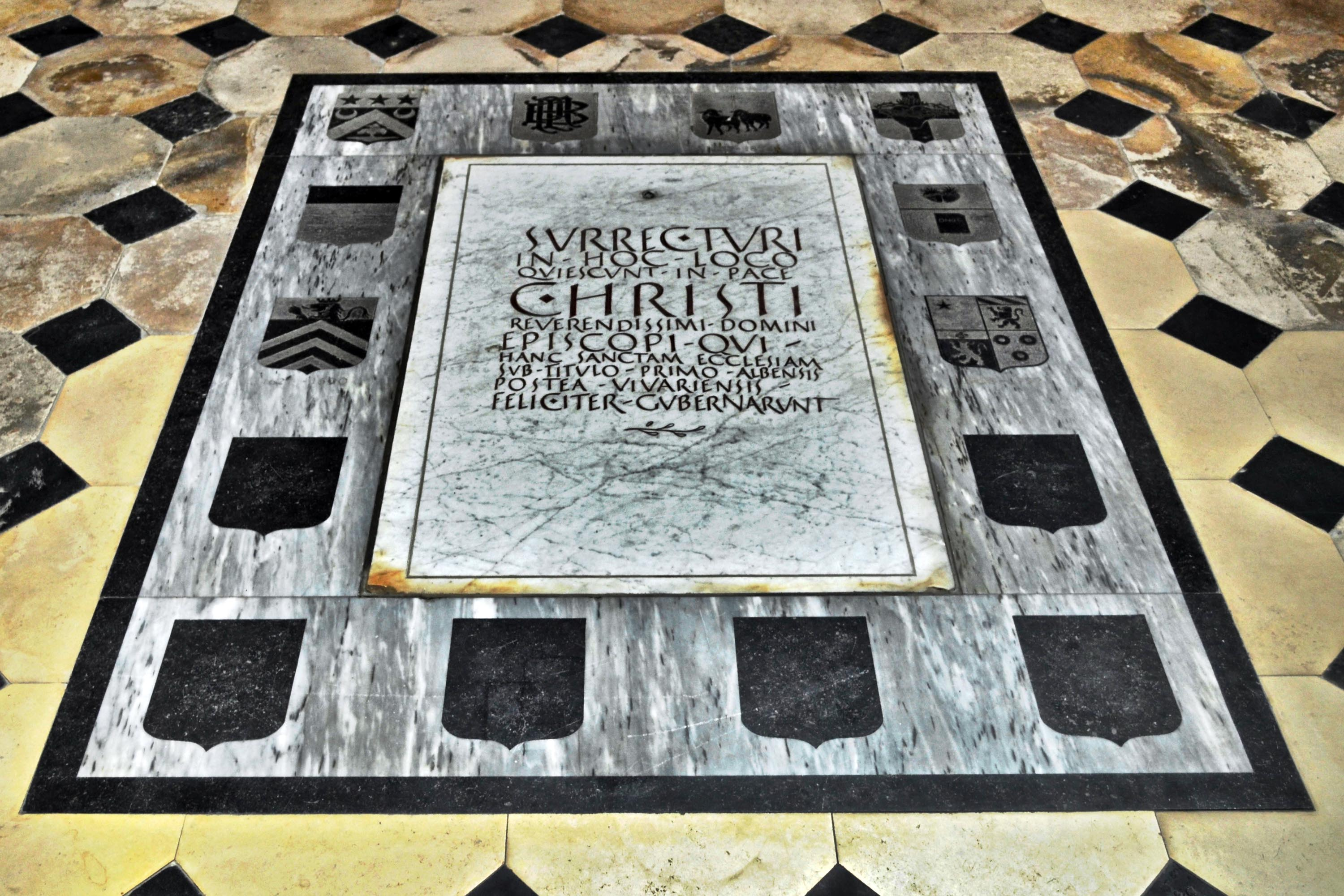
Les armes de Jean Hermil visibles sur la dalle funéraire des évêques de Viviers inhumés dans le chœur de la cathédrale.
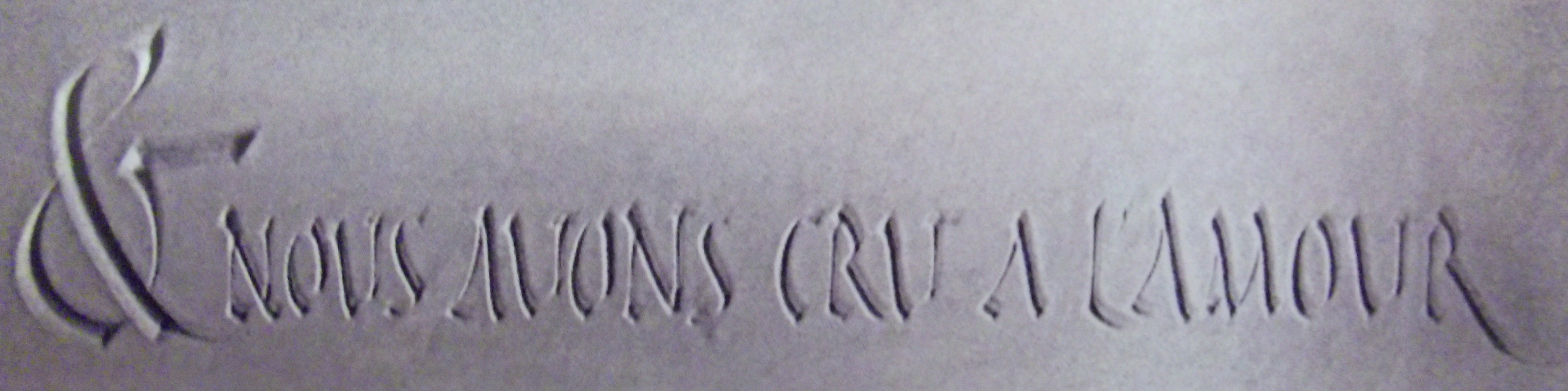
Gravure de la devise de Jean Hermil (chapelle de l'évêché de Viviers).
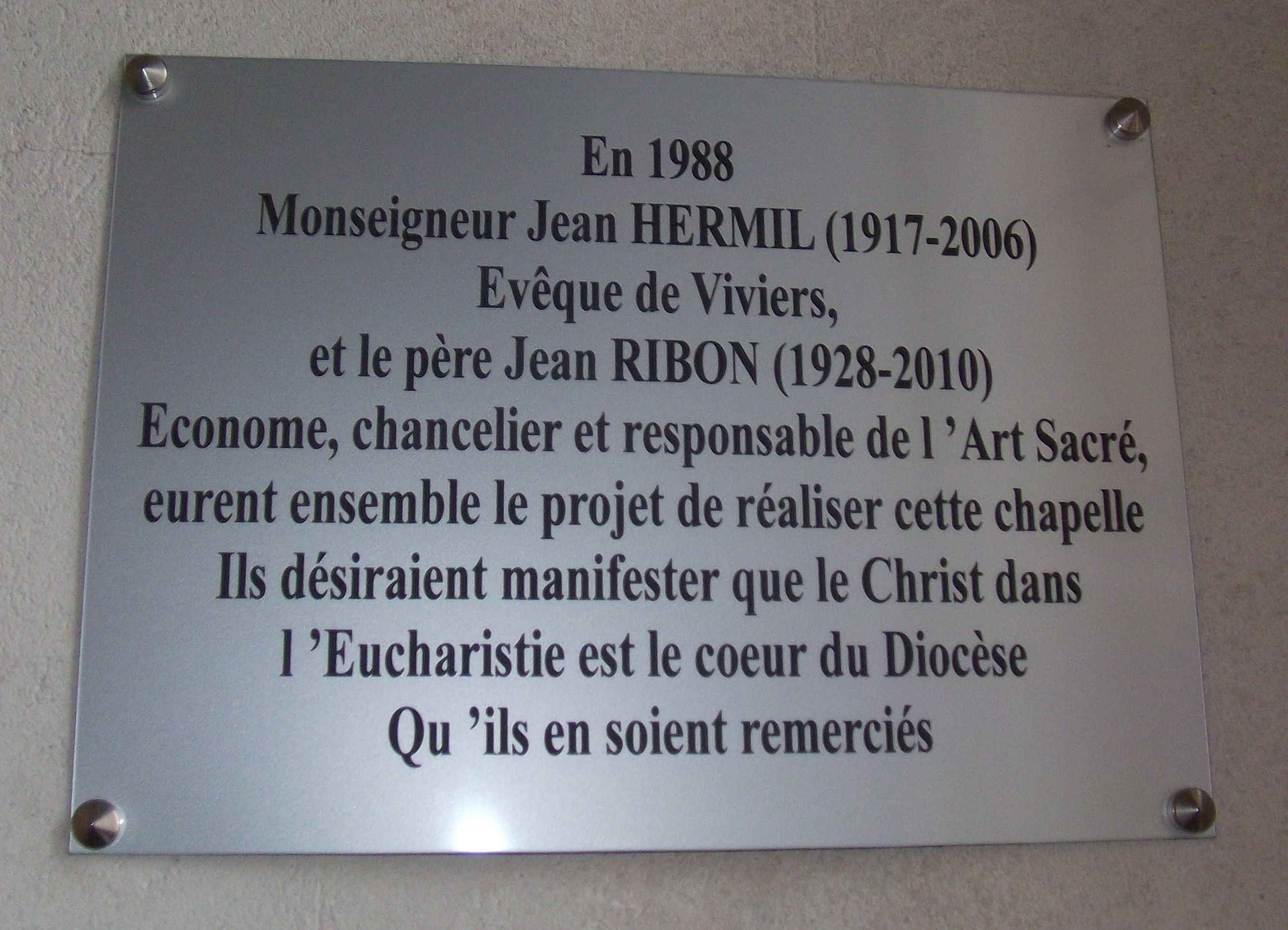
La plaque mémorielle à l'entrée de la chapelle de l'évêché de Viviers.
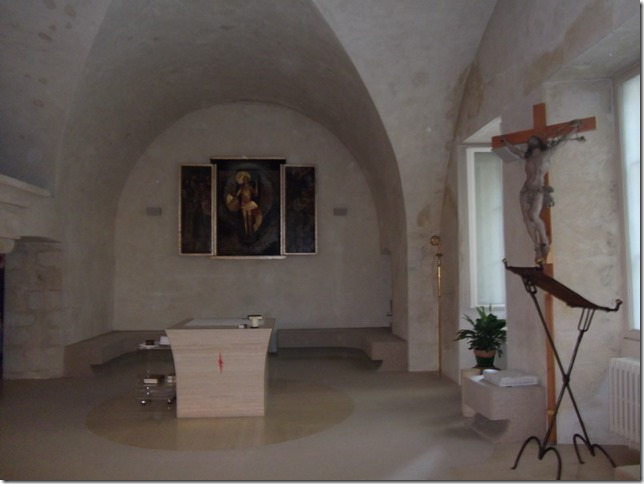
Chapelle de l'évêché de Viviers.